# Стадион Панамерикано (Сан Кристобал)
Стадион Панамерикано (Сан Кристобал) (енгл. Estadio Panamericano de San Cristóbal, је стадион који се налази у Сан Кристобалу, Доминиканска Република. Највише се користи за фудбалске утакмице. То је домаћи стадион Сан Кристобала, фудбалског клуба који игра у Првој лиги Доминиканске Републике. На стадиону се такође одржавају утакмице фудбалске репрезентације Доминиканске Републике.
Пан амерички стадион изграђен 2003. године за прославу серије „КСИВ Панамеричких игара Санто Доминго 2003.” На овом турниру су учествовале фудбалске репрезентације Аргентине, Бразила, Колумбије, Канаде, Мексика, Хаитија и Костарике.